# Milan Turkovic
Milan Turkovic es un Fagotista de origen austríaco conocido internacionalmente por su trayectoria como solista. Es miembro del ensamble "Wien-Berlin" (quinteto de vientos conformado por integrantes de las Orquestas filarmónicas de Berlín y Viena. 
Como solista ha interpretado y grabado las obras más representativas del repertorio fagotístico como los conciertos de Vivaldi, Mozart, y Weber.